# Итабаяна (микрорегион)

Итабаяна на карте.

Итабаяна (порт. Microrregião de Itabaiana) — микрорегион в Бразилии, входит в штат Параиба. Составная часть мезорегиона Сельскохозяйственный район штата Параиба. 
Население составляет 	108 561	 человек (на 2010 год). Площадь — 	1658,724	 км². Плотность населения — 	65,45	 чел./км².

## Демография
Согласно сведениям, собранным в ходе переписи 2010 г. Национальным институтом географии и статистики (IBGE), население микрорегиона составляет:						
| Полное население                             | Полное население                             | Полное население                             | Полное население                             | 108 561 |
| -------------------------------------------- | -------------------------------------------- | -------------------------------------------- | -------------------------------------------- | ------- |
| в том числе:                                 | Городское население                          | 65 652                                       | Процент городского населения, %              | 60,47   |
|                                              | Сельское население                           | 42 909                                       | Процент сельского населения, %               | 39,53   |
|                                              | Мужское население                            | 53 097                                       | Процент мужского населения, %                | 48,91   |
|                                              | Женское население                            | 55 464                                       | Процент женского населения, %                | 51,09   |
| Плотность населения, чел/км²                 | Плотность населения, чел/км²                 | Плотность населения, чел/км²                 | Плотность населения, чел/км²                 | 65,45   |
| Население микрорегиона в % к населению штата | Население микрорегиона в % к населению штата | Население микрорегиона в % к населению штата | Население микрорегиона в % к населению штата | 2,88    |

## Статистика
- Валовой внутренний продукт на 2003 год составляет 228 311 974,00 реалов (данные: Бразильский институт географии и статистики).
- Валовой внутренний продукт на душу населения на 2003 год составляет 2153,11 реалов (данные: Бразильский институт географии и статистики).
- Индекс развития человеческого потенциала на 2000 год составляет 0,564 (данные: Программа развития ООН).

## Состав микрорегиона
В составе микрорегиона включены следующие муниципалитеты:
1. Калдас-Брандан
2. Гуриньен
3. Инга
4. Итабаяна
5. Итатуба
6. Жуарис-Тавора
7. Можейру
8. Риашан-ду-Бакамарти
9. Салгаду-ди-Сан-Фелис